# إريك هودغينز
إريك هودغينز (بالإنجليزية: Eric Hodgins) (2 مارس 1899، ديترويت في الولايات المتحدة - 7 يناير 1971)؛ روائي أمريكي.

## روابط خارجية
- إريك هودغينز على موقع IMDb (الإنجليزية)
- إريك هودغينز على موقع قاعدة بيانات الفيلم (الإنجليزية)